# Iulie 1990
Acest articol este generat integral pe baza informațiilor din articolul 1990 și este actualizat periodic de un robot.
 Editările făcute în articol vor fi șterse la următoarea actualizare! Dacă doriți să faceți modificări, editați articolul-sursă.

ianuarie -
februarie -
martie -
aprilie -
mai -
iunie -
iulie -
august -
septembrie -
octombrie -
noiembrie -
decembrie
Iulie 1990 a fost a șaptea lună a anului și a început într-o zi de duminică.

## Evenimente
- 1 iulie: Marca vest-germană devine monedă oficială în RDG.
- 3 iulie: Adunarea generală a Academiei Române primește 72 de membri corespondenți (literați, istorici, oameni de știință) cărora li s-a retras această calitate sau care au fost privați de ea, pe nedrept, între 1948–1989.
- 8 iulie: Germania de Vest învinge Argentina cu scorul de 1-0 și câștigă Campionatul Mondial de Fotbal din Italia.
- 24 iulie: Senatul României adoptă un proiect de lege prin care se instituie ca sărbătoare națională a României, ziua de 1 decembrie, zi în care, în anul 1918, prin unirea Transilvaniei cu România, s-a încheiat procesul constituirii Statului național unitar român.
- 27 iulie: Proclamarea suveranității Republicii Belarus. Sărbătoare națională.
- 28 iulie: Alberto Fujimori devine președinte al statului Peru. A câștigat alegerile în turul doi de scrutin, unde l-a avut drept contracandidat pe scriitorul Mario Vargas Llosa.

## Nașteri
Lukas Geniušas, muzician lituanian
Danny Rose, fotbalist britanic
Roman Lob, cântăreț german
Margot Robbie, actriță australiană
Nenad Krstičić, fotbalist sârb
Alison Riske, jucătoare de tenis americană
Naoki Yamada, fotbalist japonez
Alexandru Iulian Maxim, fotbalist român
Kevin Trapp, fotbalist german
Fábio Pereira da Silva, fotbalist brazilian
Rafael Pereira da Silva, fotbalist brazilian
Gnonsiane Niombla, handbalistă franceză
Veronica Kristiansen, handbalistă norvegiană
Kim Cesarion, cântăreț suedez
Caroline Wozniacki, jucătoare de tenis daneză
Bébé, fotbalist portughez
Eduardo Salvio, fotbalist argentinian
Olly Alexander, actor, compozitor
Daryl Homer, scrimer american
Heinz Lindner, fotbalist austriac
Canelo Álvarez, boxer mexican
Petru Leucă, fotbalist moldovean
Indiana Evans (n. Indiana Rose Evans), actriță, cântăreață și compozitoare australiană
Gerek Meinhardt, scrimer american
Sokol Cikalleshi, fotbalist albanez
Victoria Aveyard, autoare americană de literatură fantasy și cărți pentru tineret
Bogdan Mustață, fotbalist român
Shen Chen, scrimeră chineză
Besart Abdurahimi, fotbalist macedonean
Diego Fabbrini, fotbalist italian
Virgil Drăghia, fotbalist român

## Decese
Hans Diplich (n. Johann Diplich), 81 ani, scriitor german (n. 1909)
Stela Moghioroș (n. Esther Radoșovețkaia), 81 ani, jurnalistă română (n. 1909)
Miguel Muñoz (Miguel Muñoz Mozún), 68 ani, fotbalist și antrenor spaniol (n. 1922)
Alma Mohora-Popovici, 93 ani, medic dentist român (n. 1896)
Manuel Puig, 58 ani, scriitor argentinian (n. 1932)
Ada Orleanu, 74 ani, scriitoare română (n. 1916)
Petre Strihan, 91 ani, poet român (n. 1899)